# Thiếu vitamin B1
Thiếu thiamine / thiếu vitamin B1 là một tình trạng y tế có nồng độ thiamine (vitamin B1) thấp. Một hình thức nghiêm trọng và mãn tính được gọi là beriberi. Có hai loại bệnh chính ở người lớn: beriberi ướt và beriberi khô. Beriberi ướt ảnh hưởng đến hệ thống tim mạch dẫn đến nhịp tim nhanh, khó thở và sưng chân. Beriberi khô ảnh hưởng đến hệ thống thần kinh dẫn đến tê tay và chân, nhầm lẫn, khó cử động chân và đau. Một hình thức khác của bệnh gây ra mất cảm giác ngon miệng và táo bón. Một loại khác, beriberi cấp tính, được tìm thấy chủ yếu ở trẻ sơ sinh và mất cảm giác ngon miệng, nôn mửa, nhiễm axit lactic, thay đổi nhịp tim và phình tim.
Các yếu tố nguy cơ bao gồm chế độ ăn chủ yếu là gạo trắng, cũng như nghiện rượu, lọc máu, tiêu chảy mãn tính và dùng thuốc lợi tiểu liều cao. Hiếm khi có thể là do một tình trạng di truyền dẫn đến khó khăn trong việc hấp thụ thiamine được tìm thấy trong thực phẩm. Bệnh não Wernicke và hội chứng Korsakoff là các dạng bệnh beriberi khô. Chẩn đoán dựa trên các triệu chứng, nồng độ thiamine trong nước tiểu thấp, lượng sữa trong máu cao và cải thiện khi điều trị.
Điều trị bằng cách bổ sung thiamine, bằng đường uống hoặc tiêm. Với các triệu chứng điều trị thường giải quyết trong một vài tuần. Bệnh có thể được ngăn chặn ở cấp độ dân số thông qua việc tăng cường thực phẩm.
Bệnh thiếu thiamine rất hiếm ở Hoa Kỳ. Nó vẫn còn tương đối phổ biến ở châu Phi cận Sahara. Bùng phát bệnh này đã được thấy trong các trại tị nạn. Thiếu thiamine đã được mô tả trong hàng ngàn năm ở châu Á và trở nên phổ biến hơn vào cuối những năm 1800 với việc chế biến gạo tăng lên.